# Lijst van Stolpersteine in Tilburg

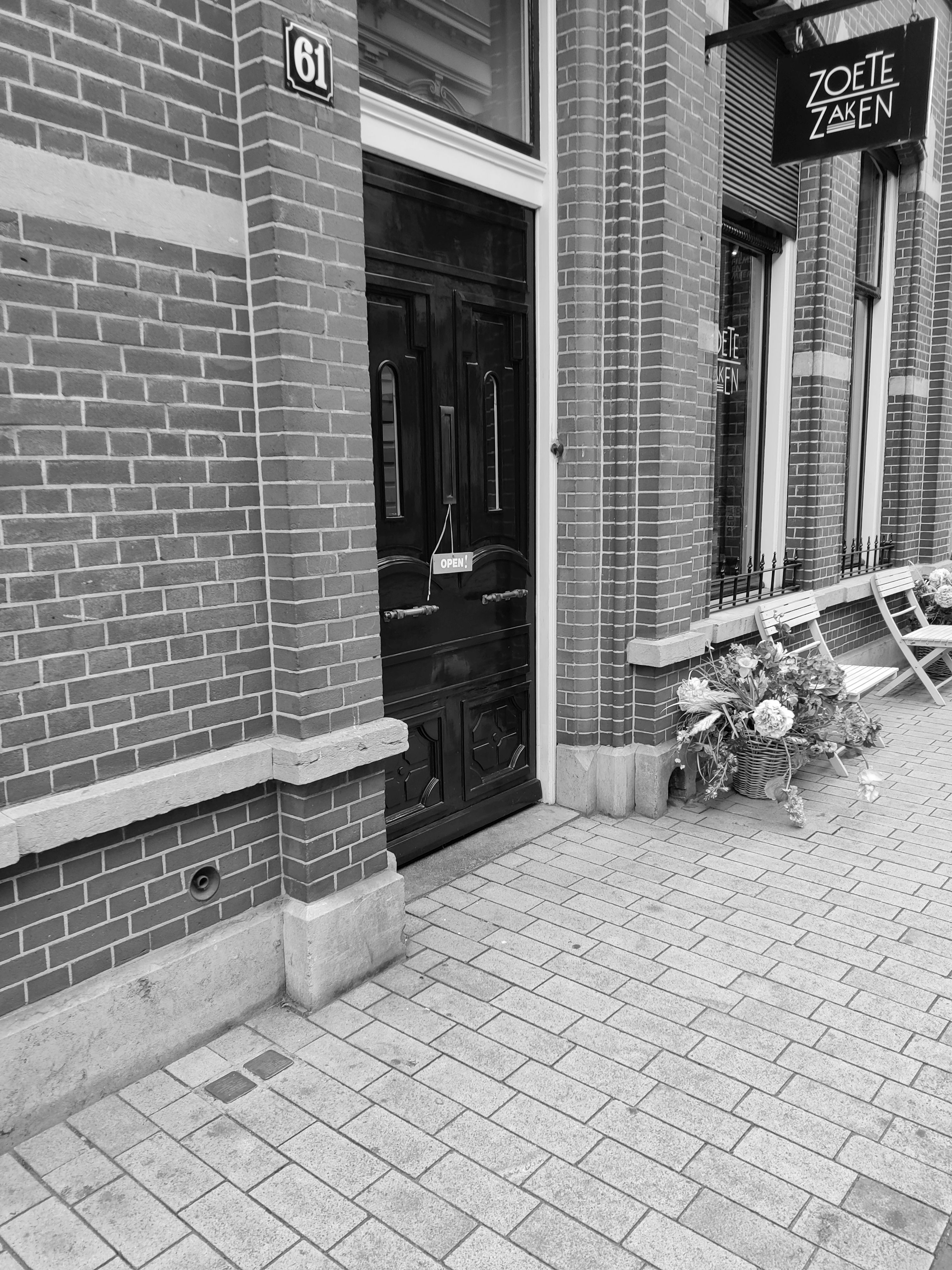
Stolpersteine voor het echtpaar Gersons, Tuinstraat 61

De lijst van Stolpersteine in Tilburg geeft een overzicht van de gedenkstenen die in de gemeente Tilburg in de Nederlandse provincie Noord-Brabant zijn geplaatst in het kader van het Stolpersteine-project van de Duitse beeldhouwer-kunstenaar Gunter Demnig.
Stolpersteine zijn opgedragen aan slachtoffers van het nationaalsocialisme, al diegenen die zijn vervolgd, gedeporteerd, vermoord, gedwongen te emigreren of tot zelfmoord gedreven door het nazi-regime. Demnig legt voor elk slachtoffer een aparte steen, meestal voor de laatste zelfgekozen woning.
Omdat het Stolpersteine-project doorloopt, kan deze lijst onvolledig zijn.
De meeste stenen in de stad Tilburg zijn gelegd door de werkgroep Struikelstenen Tilburg.

## Stolpersteine
In gemeente Tilburg liggen 73 Stolpersteine: een in Biezenmortel, zeventig in de stad Tilburg en twee in Udenhout.

### Biezenmortel
In Biezenmortel ligt een Stolperstein.
| Afbeelding | Inscriptie | Adres                           | Herdachte persoon       |
| ---------- | --- | ------------------------------- | ----------------------- |
|            | HIER WAS ONDERGEDOKEN LEO HARTOGS GEB. 1878 VERRADEN GEÏNTERNEERD 3-6-1944 GEDEPORTEERD 1944 UIT WESTERBORK VERMOORD 15-3-1945 BERGEN-BELSEN | Capucijnenstraat 56 Kaart (OSM) | Leo Hartogs (1878-1945) |

### Tilburg
In de stad Tilburg liggen zeventig Stolpersteine op 23 adressen.

In onderstaande lijst ontbreken de volgende struikelstenen:
1. Koningsplein, voorheen Anna Paulownastraat 6 (gelegd 5 februari 2017; tijdelijk verwijderd):
| Joseph Gompers               |
| Paulina Gompers-Hollander    |
| Anna Gompers                 |
| Maria Anna Catharina Gompers |

| Afbeelding | Inscriptie | Adres                                                      | Herdachte persoon                                                                       |
| ---------- | --- | ---------------------------------------------------------- | --------------------------------------------------------------------------------------- |
|            | HIER WOONDE AMALIA VAN ADELBERG- HARTOG GEB. 1877 VOOR DEPORTATIE GEVLUCHT IN DE DOOD 4.4.1943                                                                                                 | Koningsplein voorheen Anna Paulownastraat 52 Kaart (OSM)   | Amalia van Adelberg-Hartog (1877-1943)                                                  |
|            | HIER WOONDE EDITH HELENA BARTELS GEB. 1940 GEARRESTEERD 21.8.1944 GEDEPORTEERD 1944 UIT WESTERBORK THERESIENSTADT VERMOORD 6.10.1944 AUSCHWITZ                                                 | Lange Nieuwstraat 162 Kaart (OSM)                          | Edith Helena Bartels (1940-1944)                                                        |
|            | HIER WOONDE ESTHER L. BERNSTEIN GEB. 1926 ONDERGEDOKEN 1943 BEVRIJD | Oisterwijksebaan 143 Kaart (OSM)                           | Esther Bernstein (1926-2020)                                                            |
|            | HIER WOONDE HUGO CHASKEL BERNSTEIN GEB. 1903 GEARRESTEERD 1943 GEDEPORTEERD 23-3-1944 UIT WESTERBORK AUSCHWITZ GLEIWITZ BEVRIJD                                                                | Oisterwijksebaan 143 Kaart (OSM)                           | Hugo Chaskel Bernstein (1903-1994)                                                      |
|            | HIER WOONDE RUTH MIRIAM BERNSTEIN GEB. 1931 ONDERGEDOKEN 1943 BEVRIJD | Oisterwijksebaan 143 Kaart (OSM)                           | Ruth Miriam Bernstein (1931)                                                            |
|            | HIER WOONDE LAURA BERNSTEIN- EHRENHAUS GEB. 1903 ONDERGEDOKEN 1943 BEVRIJD | Oisterwijksebaan 143 Kaart (OSM)                           | Laura Bernstein-Ehrenhaus (1903-1999)                                                   |
|            | HIER WOONDE CHAIM MORDKA CZAPNIK GEB. 1904 GEÏNTERNEERD 28-8-1942 GEDEPORTEERD 4-9-1942 UIT WESTERBORK VERMOORD 31-3-1944 MIDDEN-EUROPA                                                        | Lange Nieuwstraat 111 Kaart (OSM)                          | Chaim Mordka Czapnik (1904-1944)                                                        |
|            | HIER WOONDE FANNY CZAPNIK GEB. 1930 GEÏNTERNEERD 28-8-1942 GEDEPORTEERD UIT WESTERBORK VERMOORD 7-9-1942 AUSCHWITZ                                                                             | Lange Nieuwstraat 111 Kaart (OSM)                          | Fanny Czapnik (1930-1942)                                                               |
|            | HIER WOONDE LEO LEIB CZAPNIK GEB. 1936 GEÏNTERNEERD 28-8-1942 GEDEPORTEERD UIT WESTERBORK VERMOORD 7-9-1942 AUSCHWITZ                                                                          | Lange Nieuwstraat 111 Kaart (OSM)                          | Leo Leib Czapnik (1936-1942)                                                            |
|            | HIER WOONDE SALOMON CZAPNIK GEB. 1933 GEÏNTERNEERD 28-8-1942 GEDEPORTEERD UIT WESTERBORK VERMOORD 7-9-1942 AUSCHWITZ                                                                           | Lange Nieuwstraat 111 Kaart (OSM)                          | Salomon Czapnik (1933-1942)                                                             |
|            | HIER WOONDE FRAJDLA CZAPNIK- GRYNSZPAN GEB. 1906 GEÏNTERNEERD 28-8-1942 GEDEPORTEERD UIT WESTERBORK VERMOORD 7-9-1942 AUSCHWITZ                                                                | Lange Nieuwstraat 111 Kaart (OSM)                          | Frajdla Czapnik-Grynszpan (1906-1942)                                                   |
|            | HIER WOONDE ABRAHAM ELIE VAN DAM GEB. 1911 GEDEPORTEERD 1942 UIT WESTERBORK VERMOORD 1944 IN MIDDEN-EUROPA                                                                                     | Dapperstraat 1 Kaart (OSM)                                 | Abraham Elie van Dam (1911-1944)                                                        |
|            | HIER WOONDE ESTELLA VAN DAM GEB. 1917 GEDEPORTEERD 1942 UIT WESTERBORK VERMOORD 1942 IN AUSCHWITZ                                                                                              | Dapperstraat 1 Kaart (OSM)                                 | Estella van Dam (1917-1942)                                                             |
|            | HIER WOONDE HARTOG BENJAMIN VAN DAM GEB. 1882 GEDEPORTEERD 1943 UIT WESTERBORK VERMOORD 1943 IN SOBIBOR                                                                                        | Dapperstraat 1 Kaart (OSM)                                 | Hartog Benjamin van Dam (1882-1943)                                                     |
|            | HIER WOONDE MARIA VAN DAM- GEENS GEB. 1882 GEDEPORTEERD 1943 UIT WESTERBORK VERMOORD 1943 IN SOBIBOR                                                                                           | Dapperstraat 1 Kaart (OSM)                                 | Maria van Dam-Geens (1882-1943)                                                         |
|            | HIER WOONDE LEVIE DRUKKER GEB. 1901 GEÏNTERNEERD 9.4.1943 VUGHT GEDEPORTEERD UIT WESTERBORK VERMOORD 11.6.1943 SOBIBOR                                                                         | Trouwlaan 69 Kaart (OSM)                                   | Levie Drukker (1901-1943)                                                               |
|            | HIER WOONDE ROZA DRUKKER-PELS GEB. 1912 GEÏNTERNEERD 9.4.1943 VUGHT GEDEPORTEERD UIT WESTERBORK VERMOORD 11.6.1943 SOBIBOR                                                                     | Trouwlaan 69 Kaart (OSM)                                   | Roza Drukker-Pels (1901-1943)                                                           |
|            | HIER WOONDE HELLA DYWAN GEB. 1918 GEÏNTERNEERD 29.4.1943 VUGHT GEDEPORTEERD 1943 VERMOORD 31.1.1944 AUSCHWITZ                                                                                  | Trouwlaan 69 Kaart (OSM)                                   | Hella Dywan (1918-1944)                                                                 |
|            | HIER WOONDE HORST EICHENWALD GEB. 1932 GEDEPORTEERD UIT WESTERBORK VERMOORD 11.6.1943 SOBIBOR                                                                                                  | Waterhoefstraat 63 voorheen Waterhoefstraat 33 Kaart (OSM) | Horst Eichenwald (1932-1943) Zie ook de Stolperstein voor Horst Eichenwald in Eindhoven |
|            | HIER WOONDE ALEXANDER GERSON GEB. 1869 GEVANGENIS 'S-HERTOGENBOSCH GEDEPORTEERD 1944 UIT WESTERBORK VERMOORD 6.9.1944 AUSCHWITZ                                                                | Gasthuisring 47 voorheen Gasthuisstraat 41 Kaart (OSM)     | Alexander Gerson (1869-1944)                                                            |
|            | HIER WOONDE BETJE GERSON- DE JONGE GEB. 1872 OVERLEDEN 30.5.1941 | Gasthuisring 47 voorheen Gasthuisstraat 41 Kaart (OSM)     | Betje Gerson-de Jonge (1872-1941)                                                       |
|            | HIER WOONDE DAVID GERSONS GEB. 1892 GEARRESTEERD 22-6-1942 AMERSFOORT GEDEPORTEERD VERMOORD 11-10-1942 MAUTHAUSEN                                                                              | Bisschop Zwijsenstraat 47 Kaart (OSM)                      | David Gersons (1892-1942)                                                               |
|            | HIER WOONDE HENRI GERSONS GEB. 1890 GEARRESTEERD 29.9.1943 GEDEPORTEERD 1944 UIT WESTERBORK VERMOORD 15.1.1945 BERGEN-BELSEN                                                                   | Tuinstraat 61 Kaart (OSM)                                  | Henri Gersons (1890-1945)                                                               |
|            | HIER WOONDE SALOMON GERSONS GEB. 1925 ONDERGEDOKEN 1943 VERDRONKEN 18-3-1944 TILBURG | Bisschop Zwijsenstraat 47 Kaart (OSM)                      | Salomon Gersons (1925-1944)                                                             |
|            | HIER WOONDE KAATJE GERSONS-HARTOG GEB. 1894 ONDERGEDOKEN 1943 GEARRESTEERD 2-8-1944 GEDEPORTEERD UIT WESTERBORK VERMOORD 6-9-1944 AUSCHWITZ                                                    | Bisschop Zwijsenstraat 47 Kaart (OSM)                      | Kaatje Gersons-Hartog (1894-1944)                                                       |
|            | HIER WOONDE SEBILLA HARTOG GEB. 1881 VOOR DEPORTATIE GEVLUCHT IN DE DOOD 4.4.1943 | Koningsplein voorheen Anna Paulownastraat 52 Kaart (OSM)   | Sebilla Hartog (1881-1943)                                                              |
|            | HIER WOONDE FRIDA HENRIETTE GERSONS-VAN EMBDEN GEB. 1896 GEARRESTEERD 29.9.1943 GEDEPORTEERD 1944 UIT WESTERBORK BERGEN-BELSEN OVERLEDEN 17.4.1945 'DE VERLOREN TREIN' BIJ TRÖBITZ/BRANDENBURG | Tuinstraat 61 Kaart (OSM)                                  | Frida Henriette Gersons-van Embden (1896-1945)                                          |
|            | HIER WOONDE HERTA GOTTSCHALK GEB. 1897 GEARRESTEERD 1942 GEINTERNEERD PITHIVIERS, DRANCY GEDEPORTEERD 1942 AUSCHWITZ VERMOORD 21.9.1942                                                        | Helga Deentuin Kaart (OSM)                                 | Herta Gottschalk (1897-1942)                                                            |
|            | HIER WOONDE ELISE HOLLANDER GEB. 1920 GEARRESTEERD 1942 GEINTERNEERD PITHIVIERS, DRANCY GEDEPORTEERD 1942 AUSCHWITZ VERMOORD 21.9.1942                                                         | Helga Deentuin Kaart (OSM)                                 | Elise Hollander (1920-1942)                                                             |
|            | HIER WOONDE MAGDALENA HOLLANDER GEB. 1881 GEARRESTEERD 12.11.1942 GEINTERNEERD WESTERBORK HET APELDOORNSCHE BOSCH GEDEPORTEERD 1943 AUSCHWITZ VERMOORD 25.1.1943                               | Helga Deentuin (voorheen Oranjestraat 5) Kaart (OSM)       | Magdalena Hollander (1881-1943)                                                         |
|            | HIER WOONDE PAULINA HOLLANDER GEB. 1883 GEARRESTEERD 2.8.1942 GEDEPORTEERD 1942 UIT WESTERBORK AUSCHWITZ VERMOORD 19.8.1942                                                                    | Helga Deentuin (voorheen Oranjestraat 5) Kaart (OSM)       | Paulina Hollander (1883-1942)                                                           |
|            | HIER WOONDE SALOMON HOLLANDER GEB. 1885 GEARRESTEERD 8.4.1943 GEDEPORTEERD 1943 UIT WESTERBORK SOBIBOR VERMOORD 16.4.1943                                                                      | Helga Deentuin (voorheen Oranjestraat 5) Kaart (OSM)       | Salomon Hollander (1885-1943)                                                           |
|            | HIER WOONDE BERNARD KELLERMAN GEB. 1877 ONDERGEDOKEN GEARRESTEERD 12-12-1942 GEDEPORTEERD UIT WESTERBORK VERMOORD 9-4-1943 SOBIBOR                                                             | Ververstraat 7 Kaart (OSM)                                 | Bernard Kellerman (1877-1943)                                                           |
|            | HIER WOONDE EMANUEL KELLERMAN GEB. 1892 ONDERGEDOKEN GEARRESTEERD 13-3-1943 GEDEPORTEERD UIT WESTERBORK VERMOORD 9-4-1943 SOBIBOR                                                              | Ververstraat 7 Kaart (OSM)                                 | Bernard Emanuel (1892-1943)                                                             |
|            | HIER WOONDE JACOB VAN LEER GEB. 1933 ONDERGEDOKEN GEARRESTEERD GEDEPORTEERD UIT WESTERBORK VERMOORD 8-4-1944 AUSCHWITZ                                                                         | Lieve Vrouweplein 12 Kaart (OSM)                           | Jacob van Leer (1933-1944)                                                              |
|            | HIER WOONDE ALEXANDER VAN LEEUWEN JG. 1929 GEVANGENIS 'S-HERTOGENBOSCH GEDEPORTEERD 3.9.1944 UIT WESTERBORK AUSCHWITZ OVERLEDEN 15.3.1945 MIDDEN_EUROPA                                        | Gasthuisring 47 voorheen Gasthuisstraat 41 Kaart (OSM)     | Alexander van Leeuwen (1929-1945)                                                       |
|            | HIER WOONDE LOUIS VAN LEEUWEN GEB.1897 GEVANGENIS 'S-HERTOGENBOSCH GEDEPORTEERD 1944 UIT WESTERBORK VERMOORD SEPT. 1944 AUSCHWITZ                                                              | Gasthuisring 47 voorheen Gasthuisstraat 41 Kaart (OSM)     | Louis van Leeuwen (1897-1944)                                                           |
|            | HIER WOONDE AUGUSTINUS JOHANNES ADRIANUS 'GUST' VAN LIESHOUT GEB. 1924 ARBEIDSEINSATZ 1943-1945 ONDERGEDOKEN GEARRESTEERD 1944 GEVANGENIS 'S-HERTOGENBOSCH GESTORVEN 4-7-1945 GEVELSBERG       | Merelstraat Kaart (OSM)                                    | Augustinus Johannes Adrianus van Lieshout (1924-1945)                                   |
|            | HIER WOONDE ERNST LÖB GEB. 1913 GEARRESTEERD 2-8-1942 GEDEPORTEERD UIT WESTERBORK VERMOORD 19-8-1942 AUSCHWITZ                                                                                 | Eindhovenseweg 3 Kaart (OSM)                               | Ernst Löb (1913-1942)                                                                   |
|            | HIER WOONDE GEORGE LÖB GEB. 1909 GEARRESTEERD 2-8-1942 GEDEPORTEERD UIT WESTERBORK VERMOORD 19-8-1942 AUSCHWITZ                                                                                | Eindhovenseweg 3 Kaart (OSM)                               | George Löb (1909-1942)                                                                  |
|            | HIER WOONDE ROBERT LÖB GEB. 1910 GEARRESTEERD 2-8-1942 GEDEPORTEERD UIT WESTERBORK VERMOORD 30-9-1942 AUSCHWITZ                                                                                | Eindhovenseweg 3 Kaart (OSM)                               | Robert Löb (1910-1942)                                                                  |
|            | HIER WOONDE BERTHA LORBER-HOLLER GEB. 1881 ONDERGEDOKEN 1942 GEVLUCHT BELGIË GEDEPORTEERD UIT KAZERNE DOSSIN VERMOORD 2-8-1943 AUSCHWITZ                                                       | Helga Deentuin Kaart (OSM)                                 | Bertha Lorber-Holler (1881-1943)                                                        |
|            | HIER WOONDE MAX MARCUS GEB. 1886 GEARRESTEERD 19.2.1943 GEDEPORTEERD UIT WESTERBORK VERMOORD 9.4.1943 SOBIBOR                                                                                  | Tuinstraat 50 Kaart (OSM)                                  | Max Marcus (1886-1943)                                                                  |
|            | HIER WOONDE SELMA MARCUS-NEUMANN GEB. 1890 GEARRESTEERD 19.2.1943 GEDEPORTEERD UIT WESTERBORK VERMOORD 9.4.1943 SOBIBOR                                                                        | Tuinstraat 50 Kaart (OSM)                                  | Selma Marcus-Neumann (1890-1943)                                                        |
|            | HIER WOONDE DONALD MENDELS GEB. 1928 GEARRESTEERD 3.5.1943 GEDEPORTEERD 1943 UIT WESTERBORK VERMOORD 14.5.1943 SOBIBOR                                                                         | Bredaseweg 422 Kaart (OSM)                                 | Donald Emanuel Mendels (1928-1943)                                                      |
|            | HIER WOONDE EMANUEL MENDELS GEB. 1893 GEARRESTEERD 10.3.1943 GEDEPORTEERD 1943 UIT WESTERBORK VERMOORD 9.4.1943 SOBIBOR                                                                        | Bredaseweg 422 Kaart (OSM)                                 | Emanuel Mendels (1893-1943)                                                             |
|            | HIER WOONDE KITTY MENDELS GEB. 1920 GEARRESTEERD 10.3.1943 GEDEPORTEERD 1943 UIT WESTERBORK VERMOORD 21.3.1943 SOBIBOR                                                                         | Bredaseweg 422 Kaart (OSM)                                 | Keetje Mendels (1920-1943)                                                              |
|            | HIER WOONDE RINI MENDELS GEB. 1923 GEARRESTEERD 3.5.1943 GEDEPORTEERD 1943 UIT WESTERBORK VERMOORD 14.5.1943 SOBIBOR                                                                           | Bredaseweg 422 Kaart (OSM)                                 | Catharina Mendels (1923-1943)                                                           |
|            | HIER WOONDE MARTHA MENDELS- VAN ENGEL GEB. 1897 GEARRESTEERD 10.3.1943 GEDEPORTEERD 1943 UIT WESTERBORK VERMOORD 21.3.1943 SOBIBOR                                                             | Bredaseweg 422 Kaart (OSM)                                 | Martha Mendels-van Engel (1897-1943)                                                    |
|            | HIER WOONDE JOAN ANNA MEYER UDEWALD GEB. 1925 GEÏNTERNEERD 9.4.1943 VUGHT GEDEPORTEERD 1944 UIT WESTERBORK BERGEN-BELSEN 'DE VERLOREN TREIN' OVERLEDEN 16.5.1945 SCHILDA                       | Philip Vingboonsstraat 26 Kaart (OSM)                      | Joan Anna Meyer Udewald (1925-1945)                                                     |
|            | HIER WOONDE PAUL CLEMENS MEYER UDEWALD GEB. 1898 GEÏNTERNEERD 9.4.1943 VUGHT GEDEPORTEERD 1944 UIT WESTERBORK BERGEN-BELSEN 'DE VERLOREN TREIN' OVERLEDEN 15.4.1945 LÜNEBURG-BÜCHEN            | Philip Vingboonsstraat 26 Kaart (OSM)                      | Paul Clemens Meyer Udewald (1898-1945)                                                  |
|            | HIER WOONDE ROBERT SIGMUND MEYER UDEWALD GEB. 1929 GEÏNTERNEERD 9.4.1943 VUGHT GEDEPORTEERD 1944 UIT WESTERBORK BERGEN-BELSEN 'DE VERLOREN TREIN' BEVRIJD                                      | Philip Vingboonsstraat 26 Kaart (OSM)                      | Robert Sigmund Meyer Udewald (1929-1998)                                                |
|            | HIER WOONDE RUTH MEYER UDEWALD-WÜTOW GEB. 1902 GEÏNTERNEERD 9.4.1943 VUGHT GEDEPORTEERD 1944 UIT WESTERBORK BERGEN-BELSEN 'DE VERLOREN TREIN' BEVRIJD                                          | Philip Vingboonsstraat 26 Kaart (OSM)                      | Ruth Meyer Udewald-Wütow (1902-1998)                                                    |
|            | HIER WOONDE CAROLINA JOSINA EMMA MOEREL GEB. 1909 HET APELDOORNSCHE BOS GEARRESTEERD 21.1.1943 GEDEPORTEERD 1943 AUSCHWITZ VERMOORD 25.1.1943                                                  | Tuinstraat 85 Kaart (OSM)                                  | Carolina Josina Emma Moerel (1909-1943)                                                 |
|            | HIER WOONDE SALOMON MAURITS MOEREL GEB. 1877 GEARRESTEERD 12.8.1944 KAMP VUGHT KAMP WESTERBORK GEDEPORTEERD 1944 AUSCHWITZ VERMOORD 6.9.1944                                                   | Tuinstraat 85 Kaart (OSM)                                  | Salomon Maurits Moerel (1877-1944)                                                      |
|            | HIER WOONDE CLARA MOEREL-VISSER GEB. 1888 GEARRESTEERD 12.8.1944 KAMP VUGHT KAMP WESTERBORK GEDEPORTEERD 1944 AUSCHWITZ VERMOORD 6.9.1944                                                      | Tuinstraat 85 Kaart (OSM)                                  | Clara Moerel-Visser (1888-1944)                                                         |
|            | HIER WOONDE MARTHA MOZES GEB. 1925 GEARRESTEERD 10.4.1943 VUGHT GEDEPORTEERD 2.6.1944 AUSCHWITZ BEVRIJD                                                                                        | Waterhoefstraat 63 voorheen Waterhoefstraat 33 Kaart (OSM) | Martha Mozes (1925-1997)                                                                |
|            | HIER WOONDE KAATJE MOZES- ZILVERBERG GEB. 1897 GEARRESTEERD 10.4.1943 GEDEPORTEERD UIT WESTERBORK VERMOORD 11.6.1943 SOBIBOR                                                                   | Waterhoefstraat 63 voorheen Waterhoefstraat 33 Kaart (OSM) | Kaatje Mozes-Zilverberg (1897-1943)                                                     |
|            | HIER WOONDE ROOSJE SALKA MOZES GEB. 1928 GEARRESTEERD 10.4.1943 VUGHT GEDEPORTEERD UIT WESTERBORK VERMOORD 11.6.1943 SOBIBOR                                                                   | Waterhoefstraat 63 voorheen Waterhoefstraat 33 Kaart (OSM) | Roosje Salka Mozes (1928-1943)                                                          |
|            | HIER WOONDE SALOMON MOZES GEB. 1899 GEARRESTEERD 10.4.1943 VUGHT GEDEPORTEERD UIT WESTERBORK VERMOORD 16.7.1943 SOBIBOR                                                                        | Waterhoefstraat 63 voorheen Waterhoefstraat 33 Kaart (OSM) | Salomon Mozes (1899-1943)                                                               |
|            | HIER WOONDE BERTRAM POLAK GEB. 1918 GEARRESTEERD 9.12.1941 GEVANGENIS SCHEVENINGEN KAMP AMERSFOORT GEDEPORTEERD 1942 AUSCHWITZ VERMOORD 17.8.1942                                              | Professor Dondersstraat 77 Kaart (OSM)                     | Bertram Polak (1918-1942)                                                               |
|            | HIER WOONDE FRANZ ROBERT SPIER GEB. 1913 GEARRESTEERD 9.12.1941 GEVANGENIS SCHEVENINGEN KAMP AMERSFOORT GEDEPORTEERD 1942 AUSCHWITZ VERMOORD 17.8.1942                                         | Burgemeester van Meursstraat 5 Kaart (OSM)                 | Franz Robert Spier (1913-1942)                                                          |
|            | HIER WOONDE JUSTINE LEONIE SPIER-BENDIEN GEB. 1920 GEARRESTEERD 9.12.1941 GEVANGENIS SCHEVENINGEN GEDEPORTEERD 1942 RAVENSBRÜCK MAUTHAUSEN VERMOORD 19.3.1945                                  | Burgemeester van Meursstraat 5 Kaart (OSM)                 | Justine Leonie Spier-Bendien (1920-1945)                                                |
|            | HIER WOONDE JAKOB DE WILDE GEB. 1874 GEÏNTERNEERD 1-6-1943 VUGHT GEDEPORTEERD 8-6-1943 UIT WESTERBORK VERMOORD 11-6-1943 SOBIBOR                                                               | Willem II-straat 18 Kaart (OSM)                            | Jakob de Wilde (1874-1943)                                                              |
|            | HIER WOONDE HANNA DE WILDE-SMEER GEB. 1876 GEÏNTERNEERD 1-6-1943 VUGHT GEDEPORTEERD 8-6-1943 UIT WESTERBORK VERMOORD 11-6-1943 SOBIBOR                                                         | Willem II-straat 18 Kaart (OSM)                            | Hanna de Wilde-Smeer (1876-1943)                                                        |
|            | HIER WOONDE ALFRED SAMUEL DE WIT GEB. 1911 GEARRESTEERD 9.12.1941 GEVANGENIS SCHEVENINGEN GEDEPORTEERD 1942 UIT KAMP AMERSFOORT VERMOORD 17.7.1942 AUSCHWITZ                                   | Helga Deentuin Kaart (OSM)                                 | Alfred Samuel de Wit (1911-1942)                                                        |

### Udenhout
In Udenhout liggen twee Stolpersteine op twee adressen.
| Afbeelding | Inscriptie | Adres                              | Herdachte persoon               |
| ---------- | --- | ---------------------------------- | ------------------------------- |
|            | HIER WOONDE ARTHUR KÖSTENMANN GEB. 1884 OPGEPAKT 9-11-1938 WENEN ONTSTLAAN, GEVLUCHT 1939 DACHAU GEARRESTEERD 2-8-1942 UDENHOUT GEDEPORTEERD UIT WESTERBORK VERMOORD 8-9-1942 AUSCHWITZ | Kreitenmolenstraat 44c Kaart (OSM) | Arthur Köstenmann (1884-1942)   |
|            | HIER WOONDE WILLEM VAN DE VOORT GEB. 1893 VERZETSSTRIJDER VERRADEN GEARRESTEERD 24-9-1944 UDENHOUT GEFUSILLEERD 24-9-1944 TILBURG                                                       | Slimstraat 66 Kaart (OSM)          | Willem van de Voort (1893-1944) |

## Data van plaatsingen
- 6 april 2010: Tilburg, vier Stolpersteine aan Dapperstraat 1
- 29 april 2011: Tilburg, een Stolperstein aan Prof. Dondersstraat 77
- 12 november 2012: Tilburg, een Stolperstein aan Lange Nieuwstraat 162
- 18 juni 2013: Tilburg, twee Stolpersteine in de Helga Deentuin
- 24 november 2013: Tilburg, drie Stolpersteine aan Tuinstraat 85
- 15 januari 2015: Tilburg, twee Stolpersteine aan Burgemeester van Meursstraat 5
- 10 mei 2015: Tilburg, vijf Stolpersteine aan Bredaseweg 422
- 5 februari 2017: Tilburg, zes Stolpersteine aan Helga Deentuin (1 toegevoegd), Koningsplein (voorheen Anna Paulownastraat 52), Oranjestraat 5
- 5 februari 2017: Tilburg, vier Stolpersteine aan Koningsplein (voorheen Anna Paulownastraat 6) (niet aanwezig)
- 7 april 2019: Tilburg, elf Stolpersteine aan Gasthuisring 47 voorheen Gasthuisstraat 41, Tuinstraat 61, Waterhoefstraat 63 voorheen 33
- 26 september 2021: Tilburg, negen Stolpersteine aan Philip Vingboonsstraat 26, Trouwlaan 69, Tuinstraat 50
- 19 augustus 2022: Tilburg, drie Stolpersteine aan Eindhovenseweg 3
- 20 november 2022: Tilburg, drie Stolpersteine aan Ververstraat 7, Lieve Vrouweplein 12
- 7 mei 2023: Tilburg, drie Stolpersteine aan Bisschop Zwijsenstraat 47
- 7 mei 2023: Tilburg, vijf Stolpersteine aan Lange Nieuwstraat 111
- 28 mei 2023: Tilburg, vier Stolpersteine aan Oisterwijksebaan 143
- 28 januari 2024: Tilburg, drie Stolpersteine aan Willem II-straat 18, Helga Deentuin (1 toegevoegd)
- 26 oktober 2024: Biezenmortel, een Stolperstein op Capucijnenstraat 56; Udenhout, twee Stolpersteine op Kreitenmolenstraat 44c, Slimstraat 66
- 30 april 2025: een Stolperstein op Merelstraat